# Хавкин, Давид Моисеевич
Дави́д Моисе́евич Ха́вкин (ивр. דוד חבקין‎, 8 января 1930, Москва — 9 марта 2013, Иерусалим) — узник Сиона, отказник, один из лидеров сионистского движения в Советском Союзе в 1950-1960-е годы, израильский общественный деятель.

## Биография
Давид Хавкин родился в Москве 8 января 1930 года в семье выходцев из Херсона Моисея Хавкина и Адели Баткилин. Во время НЭПа у его отца было свое дело, а дед по матери, Элияху Баткилин, до национализации владел макаронной фабрикой. Опасаясь репрессий, семья переселилась в Уфу, а затем переехала в Москву. По окончании школы поступил в Московский институт инженеров транспорта, благодаря чему смог избежать призыва в армию. Оттуда перевелся в Пензенский политехнический институт, затем — в Московский полиграфический институт на механический факультет, который окончил в 1955 году.
Во время посещения осенью 1948 года Московской хоральной синагоги Голдой Меир, назначенной первым послом Израиля в Москве, Хавкин сделал известные фотографии, одна из которых впоследствии была помешена на 10-шекелевые банкноты Банка Израиля. Во время учебы в институте организовал регулярные встречи еврейской молодежи возле Московской хоральной синагоги и у памятника героям Плевны. Во время VI Всемирного фестиваля молодежи и студентов, проходившего в 1957 году в Москве, установил связь с израильской делегацией. Получив от израильтян в качестве сувениров печатные материалы и пластинки, поехал в путешествие по Советскому Союзу во время которого заводил знакомства среди еврейских кругов.
За свою деятельность по организации еврейского национального движения 12 декабря 1958 года арестован. Осужден Московским городским судом 13 апреля 1959 года на 5 лет общего режима. Отбывал срок заключения в Дубравлаге в Мордовии. Постановлением Президиума Верховного Совет РСФСР от 3 июня 1960 года срок заключения Хавкину был снижен до 3 лет.
После освобождения из лагеря проживал в Одессе, c 1965 года – снова в Москве. Занимался вовлечением еврейской молодежи в сионистское движения в Москве и активной работой по изготовлению и распространению самиздата, тиражированию записей еврейских песен и литературы об Израиле. Хавкин устраивал проводы активистов сионистского движения в Израиль, организовывал подпольные ульпаны по изучению иврита, собирал на сионистскую деятельность финансовые средства. Под влиянием победы Израиля в Шестидневной войне и благодаря подпольной деятельности Хавкина и его соратников, в праздник Симхат Тора 1967 года к Московской синагоге пришли не менее 10 000 евреев. В августе 1969 года он стал одним из главных инициаторов создания подпольного Всесоюзного координационного комитет сионистского движения .

### В Израиле
1 октября 1969 года вылетел вместе с семьей через Вену в Израиль. В Израиле проживал в Нацрат-Илите, Иерусалиме, в последние годы – в поселении Гиват-Зеэв. В 1977 году стал одним из основателей поселения Гивон, расположенного в нескольких километрах от Иерусалима. В 1984-1993  работал в мэрии Иерусалима. В Израиле Хавкин продолжал бороться за советскую алию и бескорыстно помогал репатриантам в их абсорбции. Скончался 9 апреля 2013 года. Похоронен на кладбище Хар ха-Менухот в Иерусалиме. 10 октября 2021 года мэр Иерусалима Моше Лион и депутат Кнессета, узник Сиона Йоэль Эдельштейн торжественно открыли в Иерусалиме променад имени Давида Хавкина.